# Heinrich (Genf)
Heinrich, Henri Debout, Henri de Bottis, war Bischof von Genf.

## Leben
Über seine Herkunft und seine Jugend ist nichts bekannt. Heinrich war Cluniazenser und von 1255 bis 1260 Prior von St. Alban in Basel. 1258 weilte er am päpstlichen Hof in Viterbo. Am 26. April 1260 wurde er zum Bischof von Genf ernannt. Zugunsten des Priorats von Saint-Victor in Genf gab er das Kommendatarpriorat von Romainmôtier auf. Während seiner Amtszeit wurden von den Dominikanern und Franziskanern in Genf Klöster gegründet.